# Intermediate Experimental Vehicle
Intermediate eXperimental Vehicle (även känt som IXV) är ett automatiserat transportfordon för transport av material och utrustning från jorden ut till omloppsbana och tillbaks.
Farkosten bygger på en tidigare konstruktion kallat Advanced Re-entry Demonstrator (ARD) som är utvecklat av ESA flögs för första gången år 1998.
IVX sköts upp med en Vega raket, från Centre Spatial Guyanais i Franska Guyana, den 11 februari 2015. En andra flygning var planerad till 2020.
När beslut om kommande budget i ESA togs i december 2016 valde organisationen att istället utveckla Space Rider utifrån erfarenheterna av IXV. Space Riders jungfrufärd förväntas ske under år 2023.